# Pseudotocepheus punctatus
Pseudotocepheus punctatus är en kvalsterart som beskrevs av Hammer 1966. Pseudotocepheus punctatus ingår i släktet Pseudotocepheus och familjen Tetracondylidae. Inga underarter finns listade i Catalogue of Life.